# Orchis wulffiana
Orchis wulffiana är en orkidéart som beskrevs av Sóo. Orchis wulffiana ingår i släktet nycklar, och familjen orkidéer. Inga underarter finns listade i Catalogue of Life.